# 有明工業高等專門學校
有明工業高等專門學校（National Institute of Technology, Ariake College）日本国立高等專門學校之一。是一所位於日本福岡縣的高等專門學校，建立於1963年。

## 教育組織
- 2016年（平成28年）度、現行5学科体制予定改組「創造工学科」1学科[3]。

### 本科（副學士課程）
- 機械工学科
- 電氣工学科
- 電子情報工学科
- 物質工学科
- 建築学科
- 創造工学科
  - 環境・能源工学系
    - 能源學程
    - 應用化学學程
    - 環境生命學程

  - 人間・福祉工学系
    - 生物力學學程
    - 情報系統學程
    - 建築學程

### 専攻科（学士課程）
- 生産情報系統工学専攻科
- 應用物質工学専攻科
- 建築学専攻科[4]。

## 外部連結
- 有明工業高等專門學校 （页面存档备份，存于）

33°0′12.81″N 130°28′27.51″E / 33.0035583°N 130.4743083°E